# Vida silvestre de Senegal

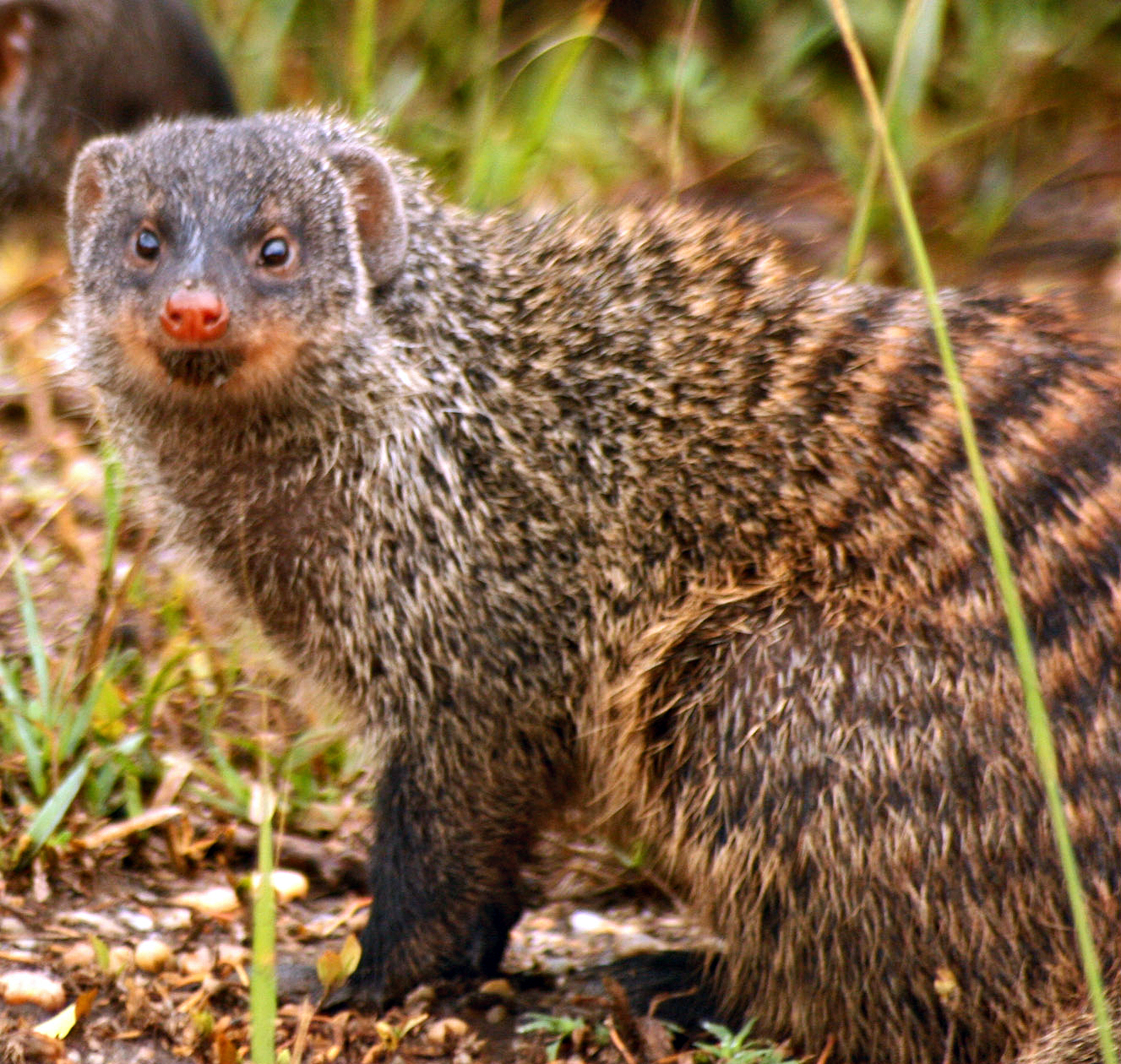
Mangosta bandeada

La vida silvestre de Senegal consiste en la flora y fauna de esta nación de África occidental. Senegal tiene una larga costa en el atlántico y una gran variedad de tipos de hábitat, correspondiente con su diversidad de plantas y animales. Senegal tiene 188 especies de mamíferos y 674 especies de aves. 

## Geografía

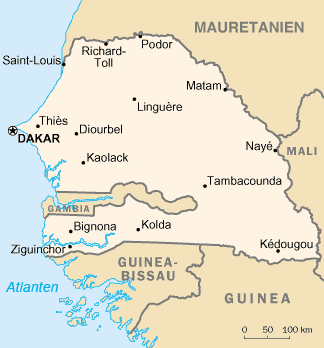
Mapa de Senegal

Senegal está limitado por el Océano Atlántico al oeste, Mauritania al norte, Malí al este y Guinea y Guinea-Bissau al sur. Tiene una larga frontera interna con Gambia, esta frontera está delimitada por el río Gambia, (Gambia ocupa su orilla inmediata pero Senegal rodea a toda Gambia). Los cuatro ríos principales, el río Senegal, el río Saloum, el río Gambia y el río Casamance, desembocan en el oeste, en el Océano Atlántico. También hay importante lagos; el Lac de Guiers es un gran lago de agua dulce en el norte del país, mientras que el Lago Retba, cerca de Dakar, es salino.
La mitad norte del país tiene un clima árido o semiárido y es en gran parte desértico, mientras que al sur del río Gambia la precipitación es más alta y el terreno consiste en pastizales y bosques de sabana. Gran parte del país es bastante plana y arenosa estando por debajo de los 500 metros (1640 pies), pero hay algunas colinas bajas y onduladas en el sureste, las estribaciones de la Futa Yallon en Guinea lo que provoca que el sur de Dakar sea pantanoso.
La parte norte del país tiene un clima semiárido, con precipitaciones que aumentan sustancialmente más al sur y superan los 1500 milímetros (60 plg)     en algunas áreas. Los vientos soplan desde el suroeste durante la temporada de lluvias de mayo a noviembre, y desde el noreste durante el resto del año, lo que resulta en estaciones húmedas y secas bien definidas. Las temperaturas máximas de Dakar promedian 30 grados Celsius (86 °F) en la estación húmeda y 26 grados Celsius (79 °F) en la seca.

## Biodiversidad
Con cuatro ecosistemas principales (bosque, pradera de sabana, agua dulce, marina y costera), Senegal tiene una amplia diversidad de plantas y animales. Sin embargo, los aumentos en las actividades humanas y los cambios en los patrones climáticos, que incluyen mayores déficits en las precipitaciones, están impactando y degradando los hábitats naturales. Esto es particularmente notable con respecto a los bosques, que entre 2005 y 2010, perdieron 40 000 hectáreas (100 000 acre) por año.

### Flora
A finales de 2018 se habían registrado en Senegal unas 5.213 especies, subespecies y variedades de plantas vasculares, de las cuales 515 eran árboles o plantas leñosas.
El parque nacional Niokolo-Koba es Patrimonio de la Humanidad y una gran área natural protegida en el sureste de Senegal, cerca de la frontera entre Guinea y Bissau. El parque es típico de la sabana boscosa del país. Aquí se encuentran unas treinta especies de árboles, principalmente de las familias Fabaceae, Combretaceae y Anacardiaceae, y alrededor de mil especies de plantas vasculares. Las partes más secas están dominadas por el árbol africano de kino y el Combretum glutinosum, mientras que los bosques de galería junto a ríos y arroyos (muchos de los cuales se secan estacionalmente) están formados principalmente por Erythrophleum guineense y Pseudospondias microcarpa, intercalados con palmeras y grupos de bambú . Las depresiones en el suelo se llenan de agua en la temporada de lluvias y soportan una amplia gama de vegetación acuática. En la zona costera de Niayes, una franja costera entre Dakar y Saint Louis, donde una línea de lagos se encuentra detrás de las dunas de arena costeras, la vegetación predominante es la palma africana, junto con el mezquite africano y la higuera del Cabo.

### Mamíferos

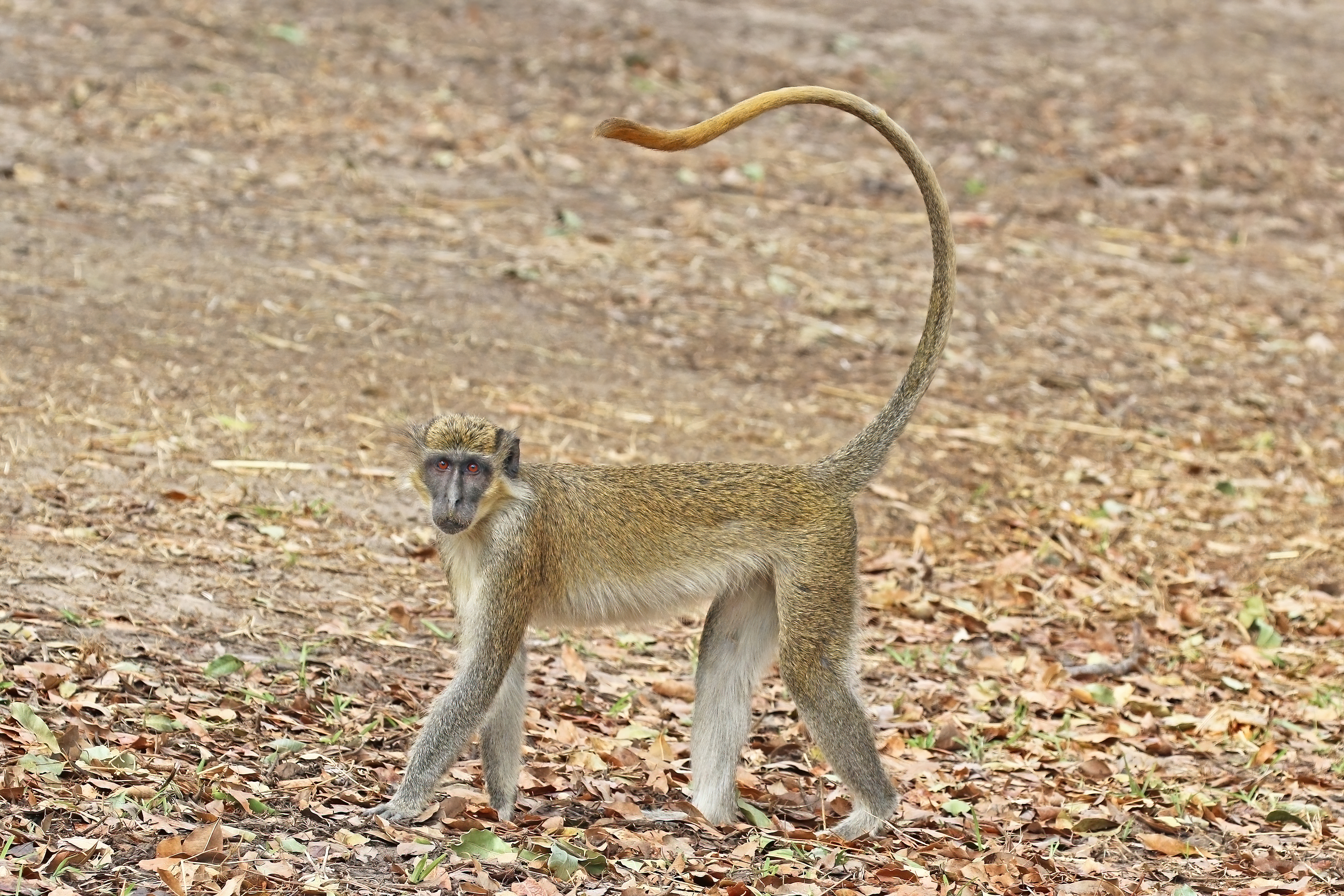
Mono verde macho (Chlorocebus sabaeus) fotografiado en Senegal

Muchos de los animales más grandes de Senegal que solían tener una distribución generalizada han sufrido la pérdida de hábitat, la persecución de los agricultores y la caza de carne de animales silvestres, y ahora están restringidos en gran medida a los parques nacionales. El babuino de Guinea es uno de estos, al igual que el hartebeest de Senegal, el hartebeest del oeste, el oryx dammah, el antílope roano y varias especies de gacelas. La degradación del hábitat ha causado que las poblaciones de colobo rojo occidental, el elefante, el león y muchas otras especies disminuyan en número. La subespecie occidental del antílope derbiano está en peligro crítico, siendo la única población conocida restante en el parque nacional Niokolo-Koba (la rápida disminución en el número de este antílope se ha atribuido a la caza furtiva).
Otros mamíferos que se encuentran en el país incluyen el mono verde, el jerbo de Guinea y el ratón de hierba de una sola raya de Senegal.

### Aves
Se habían registrado unas 674 especies de aves en Senegal en abril de 2019. Algunos de los más espectaculares incluyen el trópico de pico rojo, la avutarda árabe, el chorlito egipcio, el nightjar dorado, el devorador de abejas de garganta roja, el estornino de vientre castaño, la curruca grillo, la alondra Kordofan y el gorrión dorado de Sudán .

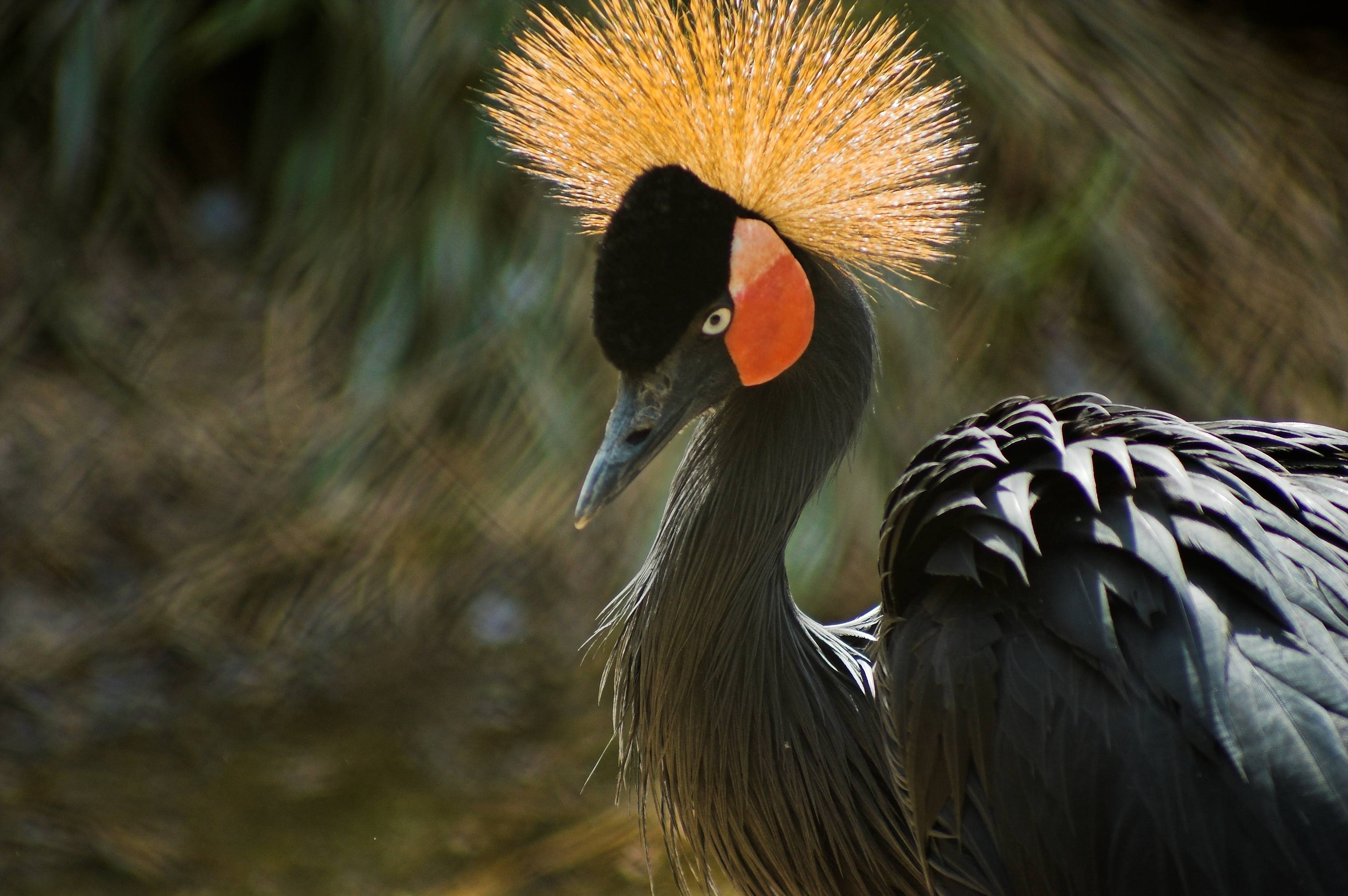
Grulla coronada cuellinegra

El Santuario Nacional de Aves Djoudj en el lado sur del Delta del Río Senegal es un sitio importante para migrar e invernar aves acuáticas. Cerca de tres millones de aves migratorias pasan el invierno aquí. Las aves que se reproducen en el delta incluyen el flamenco menor, el pato marmolado y la grulla coronada negra. Más al sur se encuentra el parque nacional Delta de Saloum, que se encuentra en el paso del Atlántico Este, a lo largo del cual migran aproximadamente 90 millones de aves al año. Algunas aves que se reproducen o pasan el invierno en el parque incluyen el charrán real, el flamenco más grande, la espátula euroasiática, el zarapito curlew, la piedra rojiza y la pequeña temporada. Otra área importante de humedal es el Niayes, que es un centro importante para aves acuáticas y aves rapaces; Aquí se han registrado grandes cantidades de cometas negras.

### Peces

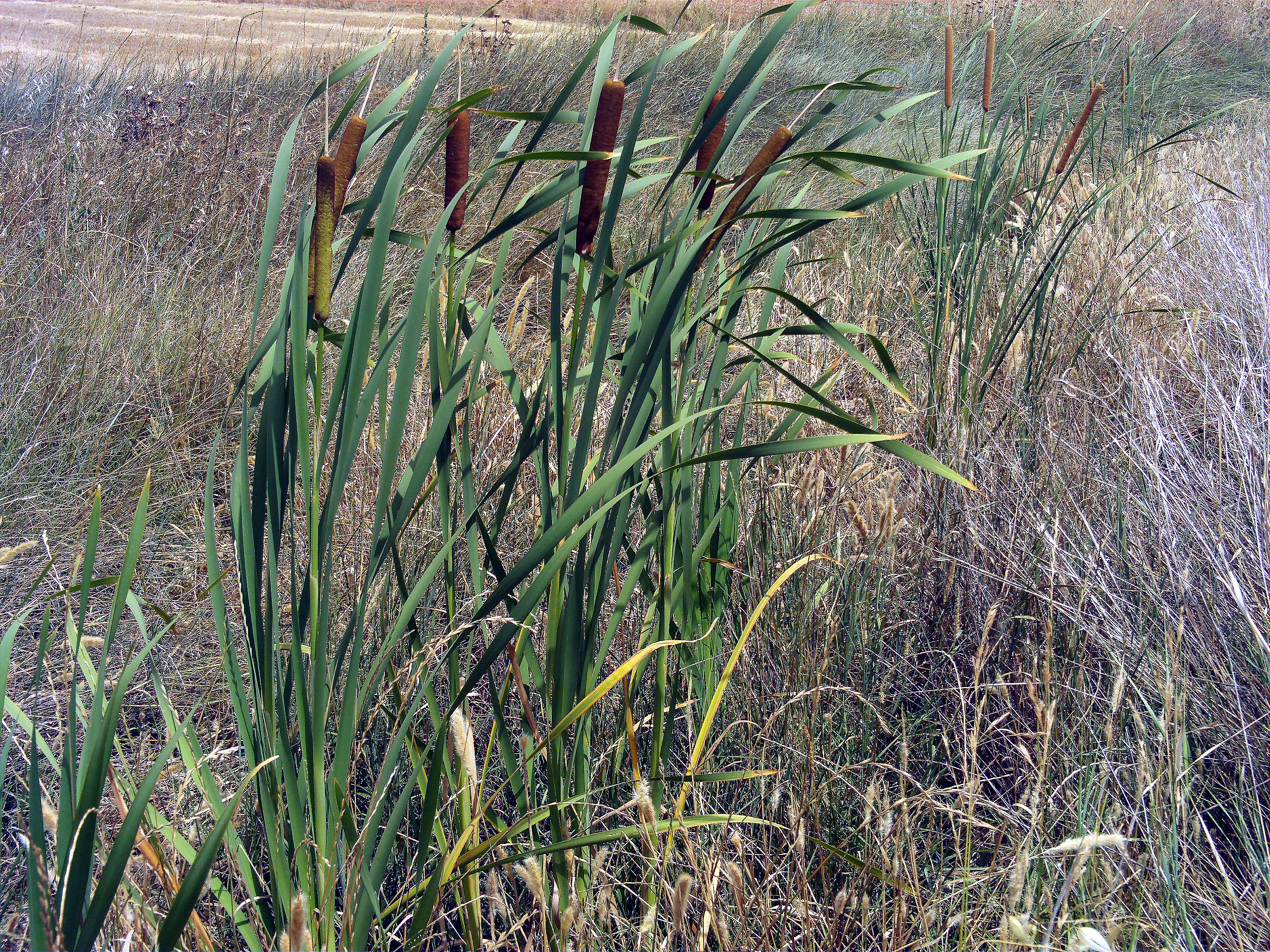
Typha domingensis

Se han registrado unas 244 especies de peces marinos en la costa de Senegal hasta abril de 2019. Algunas especies de peces de agua dulce se han visto afectadas por la creación de presas en el delta del río Senegal y la proliferación de algunas plantas, como la espadaña del sur (Typha domingensis).